# Orgulho crítico

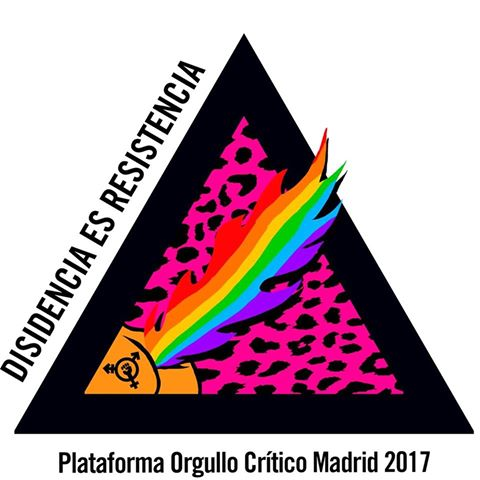
Logotipo do Orgulho Crítico de Madrid de 2017.

Orgulho crítico é um conjunto de manifestações de protesto de pessoas LGBTI realizadas em diferentes cidades espanholas, alternativas aos orgulhos oficiais, que se consideram despolitizados e institucionalizados.
O movimento reclama a não mercantilização e a politização do Orgulho, assim como uma forte crítica do capitalismo rosa, a gentrificação, a homonormatividade, o pinkwashing ou o homonacionalismo.
O orgulho crítico começou a organizar-se em 2006 em Madrid como uma manifestação alternativa ao Orgulho de Madrid, reivindicando a data de 28 de junho para lembrar o espírito de luta de Stonewall com uma perspetiva anticapitalista, transfeminista, antirracista e anticapacitista.